# José María Méndez (futbolista)
José María Méndez (Santa Cruz de la Sierra, Bolivia, 17 de febrero de 1991), es un futbolista boliviano que juega de mediocampista y su actual equipo es Real Potosí de la Primera División de Bolivia.

## Clubes
| Club                   | País    | Año           |
| ---------------------- | ------- | ------------- |
| Petrolero              | Bolivia | 2015-2016     |
| Nacional Potosí        | Bolivia | 2016-2017     |
| Universitario de Sucre | Bolivia | 2017          |
| Guabirá                | Bolivia | 2018          |
| Petrolero              | Bolivia | 2019          |
| Destroyers             | Bolivia | 2019          |
| Real Potosí            | Bolivia | 2020-presente |